# NGC 415
NGC 415 est une vaste galaxie spirale barrée située dans la constellation du Sculpteur. NGC 415 a été découverte par l'astronome britannique John Herschel en 1834.

## Caractéristiques
Sa vitesse par rapport au fond diffus cosmologique est de 6 527 ± 19 km/s, ce qui correspond à une distance de Hubble de 92,3 ± 6,5 Mpc (∼301 millions d'al).
À ce jour, une douzaine de mesures non basées sur le décalage vers le rouge (redshift) donnent une distance de 85,250 ± 11,324 Mpc (∼278 millions d'al), ce qui est à l'intérieur des valeurs de la distance de Hubble. Notons cependant que c'est avec la valeur moyenne des mesures indépendantes, lorsqu'elles existent, que la base de données NASA/IPAC calcule le diamètre d'une galaxie et qu'en conséquence le diamètre de NGC 415 pourrait être d'environ 53,2 kpc (∼174 000 al) si on utilisait la distance de Hubble pour le calculer.
La classe de luminosité de NGC 415 est II.